# Bryce Davison
Bryce Davison (ur. 29 stycznia 1986 w Walnut Creek) – amerykańsko-kanadyjski łyżwiarz figurowy, startujący w konkurencji solistów i par sportowych z Jessicą Dubé. Dwukrotny uczestnik igrzysk olimpijskich (2006, 2010), brązowy medalista mistrzostw świata (2008), wicemistrz czterech kontynentów (2009), medalista zawodów z cyklu Grand Prix, dwukrotny wicemistrz świata juniorów (2004, 2005), zwycięzca finału Junior Grand Prix (2003), mistrz Kanady juniorów (2004) oraz trzykrotny mistrz Kanady seniorów (2007, 2009, 2010). Zakończył karierę sportową w grudniu 2011 roku.

## Życiorys
8 lutego 2007 roku, podczas programu dowolnego Dubé i Davisona na mistrzostwach czterech kontynentów w Colorado Springs doszło do wypadku w wyniku którego Dubé doznała kontuzji. W trakcie wykonywania piruetów równoległych w pozycji piruetu wagi, przy trzecim obrocie, płoza łyżwy wolnej nogi Davisona ułożonej równolegle do powierzchni lodu uderzyła w twarz jego partnerkę. Dubé miała ranę szarpaną na środku lewego policzka (bez uszkodzeń oka) i nosa, tracąc przy tym dużo krwi. Po przewiezieniu do szpitala w Colorado Springs otrzymała opiekę chirurga twarzowo-szczękowego J. Christophera Pruitta i tego samego dnia była operowana. 10-centymetrowa rana wymagała założenia 80 szwów, ale badania wykazały, że nie doszło do uszkodzenia nerwu twarzowego. Jessica powróciła do treningów 8 dni po wypadku i w tym samym miesiącu wspólnie z Davisonem wystąpiła na mistrzostwach Kanady. Dubé i Davison wspólnie wzięli udział w terapii eliminującej zespół stresu pourazowego, która polegała na długotrwałym oglądaniu momentu wypadku. Wypadek Dubé jest często wymieniany jako jedna z bardziej drastycznych kontuzji w sporcie.
W kwietniu 2009 roku podczas pokazu mistrzów po zawodach World Team Trophy 2009 w Tokio Dubé przypadkowo uderzyła Davisona łokciem w okolice oczu podczas jednego z trzech obrotów w podnoszeniu twistowym. Davison nie był w stanie jej złapać, przez co Dubé uderzyła głową o taflę lodu. Obydwoje zostali hospitalizowani i przeszli badania, które nie wykazały poważnych obrażeń.
10 marca 2011 roku Dubé i Davison ogłosili zakończenie wspólnej jazdy. W październiku 2010 roku Davison miał operację kolana. Para nie trenowała wspólnie od jesieni 2010 roku z powodu rehabilitacji kolana Davisona, podczas gdy Dubé koncentrowała się już na konkurencji solistek. Wspólnie uznali, że potrzebują zmiany partnerów i pozostali w przyjacielskich stosunkach.
Davison ogłosił definitywne zakończenie kariery sportowej w grudniu 2011 roku i został trenerem łyżwiarstwa.

## Osiągnięcia

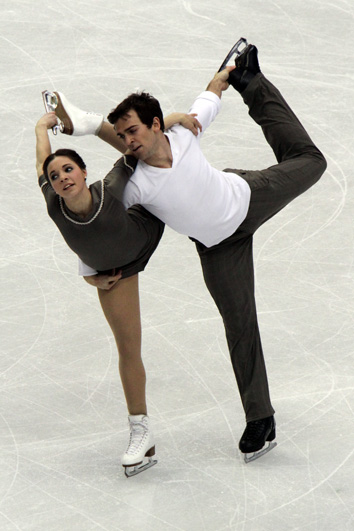
Spirala w parze podczas igrzysk olimpijskich 2010

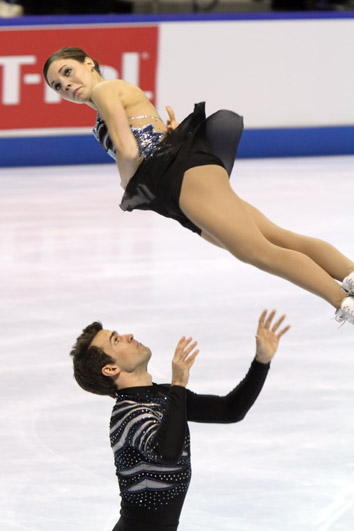
Dubé i Davison wykonujący podnoszenie twistowe na mistrzostwach Kanady 2010

### Pary sportowe

#### Z Jessicą Dubé
| Zawody                                | 03–04          | 04–05          | 05–06          | 06–07          | 07–08          | 08–09          | 09–10          |                |                |                |                |                |                |                |                |                |                |
| Międzynarodowe                        | Międzynarodowe | Międzynarodowe | Międzynarodowe | Międzynarodowe | Międzynarodowe | Międzynarodowe | Międzynarodowe | Międzynarodowe | Międzynarodowe | Międzynarodowe | Międzynarodowe | Międzynarodowe | Międzynarodowe | Międzynarodowe | Międzynarodowe | Międzynarodowe | Międzynarodowe |
| ------------------------------------- | -------------- | -------------- | -------------- | -------------- | -------------- | -------------- | -------------- | -------------- | -------------- | -------------- | -------------- | -------------- | -------------- | -------------- | -------------- | -------------- | -------------- |
| Igrzyska olimpijskie                  |                |                | 10             |                |                |                | 6              |                |                |                |                |                |                |                |                |                |                |
| Mistrzostwa świata                    |                |                | 7              | 7              | 3              | 7              | 6              |                |                |                |                |                |                |                |                |                |                |
| Mistrzostwa czterech kontynentów      |                |                |                | WD             |                | 2              |                |                |                |                |                |                |                |                |                |                |                |
| GP Finał Grand Prix                   |                |                |                |                | 4              |                |                |                |                |                |                |                |                |                |                |                |                |
| GP Cup of China                       |                |                | 4              |                |                |                |                |                |                |                |                |                |                |                |                |                |                |
| GP NHK Trophy                         |                |                |                |                | 3              | 3              |                |                |                |                |                |                |                |                |                |                |                |
| GP Skate America                      |                |                | 6              |                | 1              |                |                |                |                |                |                |                |                |                |                |                |                |
| GP Skate Canada International         |                |                |                |                | 2              | 2              | 3              |                |                |                |                |                |                |                |                |                |                |
| GP Trophée Éric Bompard               |                |                |                |                |                |                | 2              |                |                |                |                |                |                |                |                |                |                |
| Międzynarodowe: Kategorie młodzieżowe |                |                |                |                |                |                |                |                |                |                |                |                |                |                |                |                |                |
| Mistrzostwa świata juniorów           | 2              | 2              |                |                |                |                |                |                |                |                |                |                |                |                |                |                |                |
| JGP Finał                             | 1              | WD             |                |                |                |                |                |                |                |                |                |                |                |                |                |                |                |
| JGP w Chinach                         |                | 2              |                |                |                |                |                |                |                |                |                |                |                |                |                |                |                |
| JGP w Japonii                         | 1              |                |                |                |                |                |                |                |                |                |                |                |                |                |                |                |                |
| JGP w Meksyku                         | 1              |                |                |                |                |                |                |                |                |                |                |                |                |                |                |                |                |
| JGP w Stanach Zjednoczonych           |                | 1              |                |                |                |                |                |                |                |                |                |                |                |                |                |                |                |
| Krajowe                               |                |                |                |                |                |                |                |                |                |                |                |                |                |                |                |                |                |
| Mistrzostwa Kanady                    | 1 J            | WD             | 2              | 1              | 2              | 1              | 1              |                |                |                |                |                |                |                |                |                |                |

#### Z Claire Daugulis
| Zawody                                | 01–02                                 | 02–03                                 |                                       |                                       |                                       |                                       |                                       |                                       |                                       |                                       |                                       |                                       |                                       |                                       |                                       |                                       |                                       |                                       |
| Międzynarodowe: Kategorie młodzieżowe | Międzynarodowe: Kategorie młodzieżowe | Międzynarodowe: Kategorie młodzieżowe | Międzynarodowe: Kategorie młodzieżowe | Międzynarodowe: Kategorie młodzieżowe | Międzynarodowe: Kategorie młodzieżowe | Międzynarodowe: Kategorie młodzieżowe | Międzynarodowe: Kategorie młodzieżowe | Międzynarodowe: Kategorie młodzieżowe | Międzynarodowe: Kategorie młodzieżowe | Międzynarodowe: Kategorie młodzieżowe | Międzynarodowe: Kategorie młodzieżowe | Międzynarodowe: Kategorie młodzieżowe | Międzynarodowe: Kategorie młodzieżowe | Międzynarodowe: Kategorie młodzieżowe | Międzynarodowe: Kategorie młodzieżowe | Międzynarodowe: Kategorie młodzieżowe | Międzynarodowe: Kategorie młodzieżowe | Międzynarodowe: Kategorie młodzieżowe |
| ------------------------------------- | ------------------------------------- | ------------------------------------- | ------------------------------------- | ------------------------------------- | ------------------------------------- | ------------------------------------- | ------------------------------------- | ------------------------------------- | ------------------------------------- | ------------------------------------- | ------------------------------------- | ------------------------------------- | ------------------------------------- | ------------------------------------- | ------------------------------------- | ------------------------------------- | ------------------------------------- | ------------------------------------- |
| JGP w Stanach Zjednoczonych           |                                       | 5                                     |                                       |                                       |                                       |                                       |                                       |                                       |                                       |                                       |                                       |                                       |                                       |                                       |                                       |                                       |                                       |                                       |
| Krajowe                               |                                       |                                       |                                       |                                       |                                       |                                       |                                       |                                       |                                       |                                       |                                       |                                       |                                       |                                       |                                       |                                       |                                       |                                       |
| Mistrzostwa Kanady                    | 5 N                                   | 7 J                                   |                                       |                                       |                                       |                                       |                                       |                                       |                                       |                                       |                                       |                                       |                                       |                                       |                                       |                                       |                                       |                                       |
| Western Ontario Sectionals            |                                       | 1 J                                   |                                       |                                       |                                       |                                       |                                       |                                       |                                       |                                       |                                       |                                       |                                       |                                       |                                       |                                       |                                       |                                       |

### Soliści
| Mistrzostwa Kanady | 14 N | 3 N | 10 J | 6 J | 15 | 15 |